# اشپیتز آلمانی (کلین)
اشپیتز آلمانی (کلین) (به انگلیسی: German Spitz (Klein))، نام یکی از نژادهای سگ است که خاستگاه آن به آلمان بازمی‌گردد.

## تاریخچه
اشپیتز آلمانی به صورت مستقیم از سگ‌های گله پر موی قطب شمال مانند ساموید نشعت گرفته‌است. گفته می‌شود توسط دزدان دریایی (Vkingplunderes) به اروپا راه یافته‌اند. از انواع متوسط و کوچکش به عنوان همراه و از نوع غول پیکرش برای کار در مزارع بهره برده می‌شد. جرمن اشپیتز برای اولین بار از منطقه پامرانیان آلمان در حدود ۱۰۰ سال پیش به انگلستان راه یافت و جد پامرانیان امروزی را تشکیل داده‌است. این نژاد محبوب ملکه ویکتوریا بود و به همین دلیل گاهی او را Victorian Pom می‌نامیدند. بعد از آن زمان نژاد پامرانیان با استانداردهای خاص خود شروع به پرورش یافتن نمود. اشپیتز آلمانی کوچک (سایز ۵ تا ۱۰ کیلوگرم) بسیار شبیه به نژاد پامرانیان می‌باشد، اما آنان دو نژاد متفاوتند. امروزه جرمن اشپیتز کمیاب و از شهرت و حتی در زادگاهش کم شده‌است.

## خلق و خو
خوشحال، هوشیار و دیدبانی خوب می‌باشد. آن‌ها خیلی خوب می‌پرند و عاشق ایستادن بر روی پاهای عقبی شان هستند. مشتاق جلب توجه کردن و خشنود نمودن صاحبانشان می‌باشند. از آنجا که ممکن است هنگام شنیدن زنگ درب یا ورود افراد ناشناس چندین بار پارس کند بهتر است به خوبی از سنین تولگی آموزش دیده تا این عادت به همراه نداشته باشد. بسیار هوشیار، شجاع و سرگرم‌کننده‌اند. اگر آموزش نبینند تا انسان را به عنوان رئیس خود بپذیرند، گوش به فرمان وی نخواهد بود. این نژاد اگر از سوی صاحبش اجازه بیابد می‌تواند به سگی سلطه جو مبدل شود. اگر شما به این سگ نشان ندهید که تمامی انسان‌ها از او برترند، خیلی با کودکان نخواهد بود. البته اگر کودکان نحوه برخورد با او را بدانند می‌توانند با هم رابطه خوبی برقرار نمایند. اگر از تولگی بخوبی اجتماعی نشود، نسبت به سایر حیوانات و سگ‌ها می‌تواند تندخو باشد. بهتر است برای اینکه شما را به عنوان رهبر و راهنما بپذیرد و همچنین انرژی فیزیکی و روانی اش را تخلیه کند، وی را به پیاده‌روی روزانه ببرید.

## وزن و ارتفاع
وزن مینیاتور در نرها و ماده‌ها: ۴ تا ۵ ک. گ | وزن استاندارد در نرها و ماده‌ها: ۱۰٫۵ تا ۱۱٫۵ ک. گ | وزن غول پیکر در نرها و ماده‌ها: ۱۷٫۵ تا ۱۸٫۵ ک. گ
ارتفاع مینیاتور در نرها و ماده‌ها: ۲۵ تا ۲۸ س. م | ارتفاع استاندارد در نرها و ماده‌ها: ۲۹ تا ۳۶ س. م | ارتفاع غول پیکر در نرها و ماده‌ها: ۴۰٫۵ تا ۴۱٫۵ س. م

## شرایط نگهداری
برای زندگی در آپارتمان مناسب است. در داخل منزل فعال است و حتی یک حیاط کوچک برایش مناسب است.

## فعالیت بدنی
نیاز به پیاده‌روی روزانه دارد. او با شادمانی صاحبش را در مسافت‌های کوتاه ۱ مایلی یا ۲۰ مایلی همراهی خواهد نمود.

## آراستن
به برس کشیدن روزانه جهت جلوگیری از نمد شدن موها نیاز دارد. به یاد داشته باشید که از تولگی وی را به آراستن عادت دهید.